# ファンチョ・E・ヨラウスクィン飛行場
ファンチョ・E・ヨラウスクィン飛行場（英語：Juancho E Yrausquin Airport）は、カリブ海のオランダ領サバ島にある唯一の飛行場である。サバ空港（Saba Airport）とも呼ばれる。全長約400mという世界一短い滑走路を持つ商業空港として知られる。

## 概要
飛行場はサバ島の北東端、海に突き出た三角形の狭い平地に位置している。三角形の西南側の辺は急傾斜の山腹が迫っており、残る二辺は崖になって海に落ち込んでいる。滑走路両端は、約20mの断崖絶壁で海へと切り落とされており、離着陸時にオーバーランすればただちに崖から海に転落することになる。滑走路の短さに加えて、こうした過酷な立地からも、離着陸のために操縦士の高度な技量が求められる飛行場として知られているが、大きな事故は今まで起こっていない。
飛行場の開港は1959年。このような極端な飛行場が作られたのは、サバ島がシーナリー山（877m）を中心とした火山島であり、これ以上に平坦な土地がなかったためである。サバ島最大の集落ボトムは、シーナリー山を挟んで約5km南西にある。山の中腹に連なるいくつかの集落を結んでいる幹線道路の一端は飛行場につながっているが、アクセス道路は約400mの標高差を降る急激な下り坂になっている。
当地（2010年10月まではオランダ領アンティル）の民間航空当局が権利を放棄するのと引き換えに、航空会社が責任を負ってこの飛行場を利用している。人口約1500人の島では唯一の空港として、島民や観光客の玄関口となっている。

## 施設

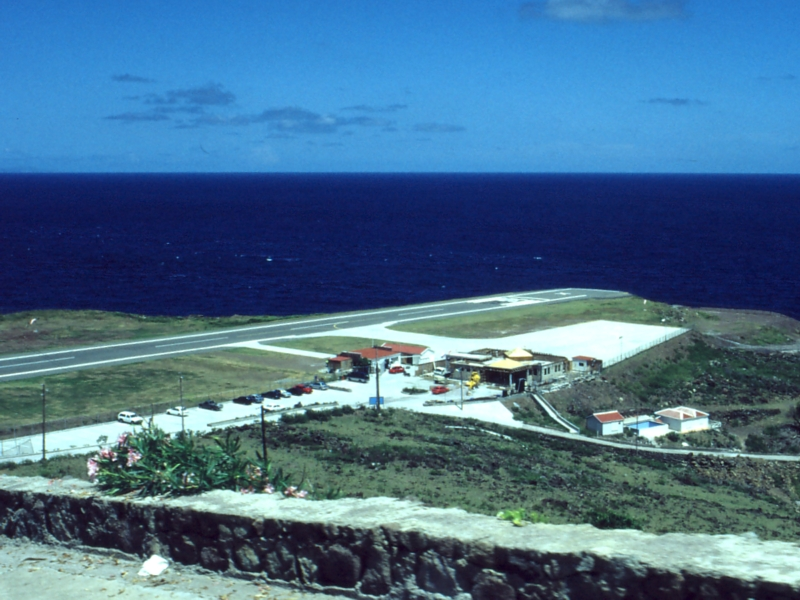
空港

滑走路が396m（1300ft）と短いため、大型のジェット機は着陸することができない。この空港を利用できるのは、DHC-6やBN-2といった小型のプロペラ機や、ヘリコプターに限られる。
滑走路の南側には、小さな駐機場と空港ターミナルビルがある。駐機場はヘリポートとしても使えるようになっている。ターミナルビルには、航空会社（ウィンドワード・アイランズ航空）の事務所、出入国管理事務所、保安事務所、消防車1台を持つ消防署と管制塔がある。塔は飛行場情報業務のみで、管制業務はおこなっていない。

## 就航航空会社

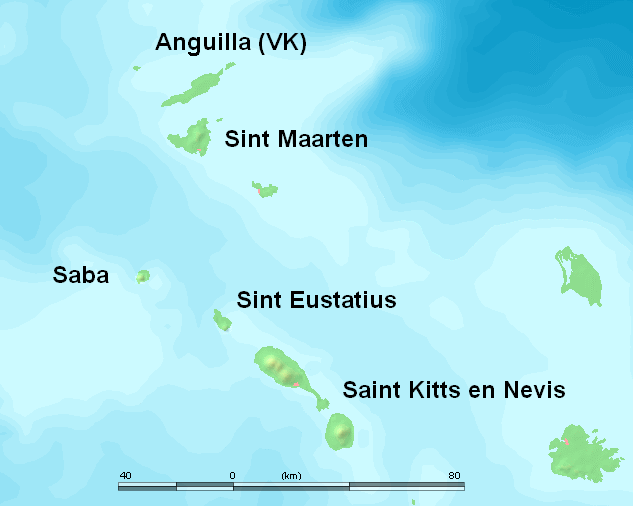
サバ島近隣の島々

- ウィンドワード・アイランズ航空 (Windward Islands Airways)

この空港を利用する唯一の航空会社は、地元のウィンドワード・アイランズ航空（通称 Winair）である。サバ島の近隣にあるシント・マールテン島（プリンセス・ジュリアナ国際空港）、シント・ユースタティウス島（F・D・ルーズベルト飛行場）、セントキッツ島（ロバート・L・ブラッドショー国際空港）とを結ぶ便が毎日あり、DHC-6が運用されている。
また、同社の子会社ウィンワード・エクスプレス航空（Windward Express Airways）が、BN-2によるチャーター便を提供している。
シント・マールテン島はサバ島の北東約45kmにあり、飛行時間は約20分。シント・マールテン島の一部からは、この空港を見ることができる。

## 空港に命名されている人物について

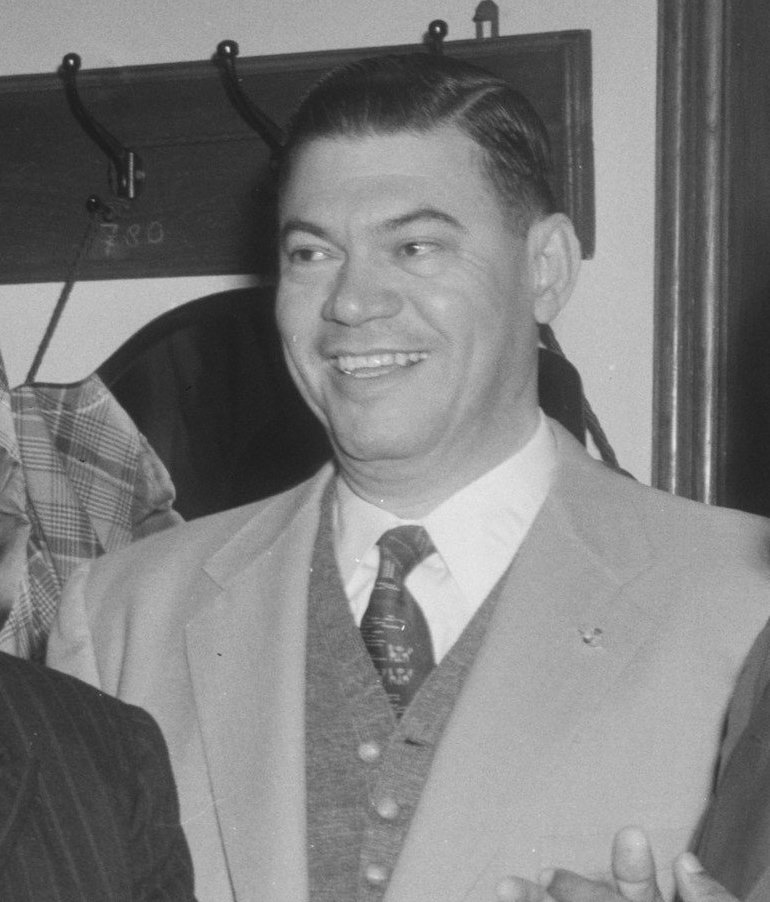
Juan Enrique Irausquin（1954年撮影）

飛行場には、アルバ出身のオランダ領アンティルの政治家 Juan Enrique Irausquin（1904年 - 1962年）の名が付けられている。アルバは1986年までサバ島と同様にオランダ領アンティルに属していた。「ファンチョ」(Juancho) は「ファン」(Juan) の愛称。
この姓はバスク系の姓であるが、さまざまな綴り方がある。この人物の姓の綴りについて、命名された空港名は"Yrausquin"となっている（アンティルで発行された百科辞典でも"Yrausquin"で掲載されているという）が、Will Johnson によれば、Yrausquin は「誤り」で、Irausquin が正しいという。なお、同姓の人物に、アルバで生まれオランダで活動したファッションデザイナーのパーシー・イラスキン(Percy Irausquin)がおり、パーシーの姓については日本語テキストで「イラスキン」や「イラウスキン」などと記すものがある。
Juan Enrique Irausquin は銀行家・実業家から政界に転じてアンティル諸島議会議員を務め、アルバ愛国党（Partido Patriotico Arubano, 略称PPA）を創設した有力政治家であり、アンティル政府の財務福祉長官を務め、大規模な観光開発を主導して、経済開発に功績があったとされる人物である。
Irausquin は、サバ島を含むSSS諸島（ウィンドワード諸島）住民に政治参加の道を広げたとされる（PPAは選挙でSSS諸島出身者を必ず2人以上候補者リストに掲げる施策をとっており、SSS諸島で支持を広げた）。サバ島の飛行場建設に際しては財務福祉長官としてオランダ本国と掛け合い、必要な資金の調達に成功したという。
彼の地元であるアルバでは、観光立国化に功績を残した人物と評価されており、銅像が建てられていたり街路に命名されていたりする。